# Liste der Einträge im National Register of Historic Places im Marathon County

Lage des Marathon County in Wisconsin

Die Liste der Einträge im National Register of Historic Places im Marathon County in Wisconsin führt alle Bauwerke und historischen Stätten im Marathon County auf, die in das National Register of Historic Places aufgenommen wurden.

## Legende
| NRHP | Historic Place    |
| HD   | Historic District |

## Aktuelle Einträge
| [ 2 ] | Name                                      | Bild                                      | Eintragsdatum        | Lage | Ort             | Beschreibung |
| ----- | ----------------------------------------- | ----------------------------------------- | -------------------- | --- | --------------- | --- |
| 1     | Andrew Warren Historic District           | Andrew Warren Historic District           | 1984 ID-Nr. 84003708 | Abgegrenzt durch Fulton Street, Grant Street, 4th Street und 7th Street 44° 57′ 48″ N, 89° 37′ 26″ W                                 | Wausau          | Ensemble von 61 Gebäuden (Contributing Property), die zwischen 1868 und 1934 in verschiedenen Baustilen errichtet wurden                               |
| 2     | C. B. Bird House                          | C. B. Bird House                          | 1980 ID-Nr. 80000155 | 522 McIndoe Street 44° 57′ 50″ N, 89° 37′ 27″ W                                                                                      | Wausau          | 1910 im Stil des Tudor Revival errichtetes Wohnhaus |
| 3     | Joseph Dessert Library                    | Joseph Dessert Library                    | 1980 ID-Nr. 80000156 | 123 Main Street 44° 47′ 31″ N, 89° 42′ 3″ W                                                                                          | Mosinee         | 1898 aus Backsteinen im viktorianischen Stil errichtetes Gebäude                                                                                       |
| 4     | C. F. Dunbar House                        | C. F. Dunbar House                        | 1980 ID-Nr. 80000157 | 929 McIndoe Street 44° 57′ 52″ N, 89° 36′ 56″ W                                                                                      | Wausau          | 1929 im Stil des Tudor Revival errichtetes Wohnhaus |
| 5     | East Hill Residential Historic District   | East Hill Residential Historic District   | 2004 ID-Nr. 04000360 | Abgegrenzt durch North 7th Street, Adams Street, North 10th Street, Scott Street und North Bellis Street 44° 57′ 50″ N, 89° 37′ 4″ W | Wausau          | Wohnviertel in der Innenstadt mit 171 zwischen 1883 und 1945 in verschiedenen Baustilen errichteten Villen prominenter Einwohner                       |
| 6     | Edgar Village Hall                        | Edgar Village Hall                        | 2000 ID-Nr. 00000317 | 107 West Beech Street 44° 55′ 20″ N, 89° 57′ 53″ W                                                                                   | Edgar           | 1917 aus Backsteinen errichtetes Rathaus mit Feuerwache, Gefängnis und Versammlungshalle                                                               |
| 7     | D. C. Everest House                       | D. C. Everest House                       | 1980 ID-Nr. 80000158 | 1206 Highland Park Boulevard 44° 57′ 54″ N, 89° 36′ 45″ W                                                                            | Wausau          | 1898 errichtetes Wohnhaus des Unternehmers David Clark Everest                                                                                         |
| 8     | First Universalist Church                 | First Universalist Church                 | 1980 ID-Nr. 80000159 | 504 Grant Street 44° 57′ 45″ N, 89° 37′ 29″ W                                                                                        | Wausau          | 1914 im Stil des Tudor Revival errichtete Unitarierkirche                                                                                              |
| 9     | Fricke-Menzner House                      | Fricke-Menzner House                      | 1992 ID-Nr. 92000856 | 105 Main Street 44° 56′ 1″ N, 89° 51′ 11″ W                                                                                          | Marathon City   | 1875 im Italianate-Stil errichtetes Wohnhaus des Mühlenbesitzers Henry Fricke                                                                          |
| 10    | Fromm Brothers Fur and Ginseng Farm       | Fromm Brothers Fur and Ginseng Farm       | 2013 ID-Nr. 96001581 | 436 County Highway F 45° 5′ 33,8″ N, 89° 52′ 47,3″ W                                                                                 | Town of Hamburg | 1904 errichteter Farmkomplex der Gebrüder Fromm, die zuerst Ginseng in Zentralwisconsin anbauten und die Gewinne in die Pelztierzucht reinvestierten;  |
| 11    | Walter and Mabel Fromm House              | Walter and Mabel Fromm House              | 1982 ID-Nr. 82000682 | Abseits des WIS 107 45° 5′ 28″ N, 89° 52′ 13″ W                                                                                      | Town of Hamburg | 1928 errichtetes Wohnhaus von Walter und Mabel Fromm                                                                                                   |
| 12    | Granville D. Jones House                  | Granville D. Jones House                  | 1977 ID-Nr. 77000036 | 915 Grant Street 44° 57′ 43″ N, 89° 37′ 1″ W                                                                                         | Wausau          | 1904 im Stil der Prairie Houses errichtetes Wohnhaus des Unternehmers Granville David Jones                                                            |
| 13    | Maine Site (47MR22)                       |                                           | 1984 ID-Nr. 84003711 | Adresse nicht veröffentlicht | Brokaw          | |
| 14    | Marathon County Fairgrounds               | Marathon County Fairgrounds               | 1980 ID-Nr. 80000160 | Stewart Avenue 44° 57′ 23″ N, 89° 38′ 56″ W                                                                                          | Wausau          | 1921 errichteter Pavillon für alljährlich stattfindende Landwirtschaftsausstellungen                                                                   |
| 15    | Louis Marchetti House                     | Louis Marchetti House                     | 1996 ID-Nr. 96000240 | 921 Grand Avenue 44° 57′ 44″ N, 89° 37′ 45″ W                                                                                        | Wausau          | 1878 errichtetes Wohnhaus des aus Österreich stammenden Juristen und Bürgermeisters Louis Marchetti                                                    |
| 16    | Karl Mathie House                         | Karl Mathie House                         | 1980 ID-Nr. 80000161 | 202 Water Street 44° 47′ 33″ N, 89° 41′ 51″ W                                                                                        | Mosinee         | Am Ufer des Wisosconsin River errichtetes Wohnhaus des Pfarrers Karl Mathie                                                                            |
| 17    | Henry Miller House                        | Henry Miller House                        | 1982 ID-Nr. 82000683 | 1314 Grand Avenue 44° 56′ 40″ N, 89° 37′ 14″ W                                                                                       | Wausau          | 1894 im Queen Anne Style errichtetes Wohnhaus |
| 18    | Rothschild Pavilion                       | Rothschild Pavilion                       | 2002 ID-Nr. 02000708 | 1104 Park Street 44° 53′ 55″ N, 89° 36′ 59″ W                                                                                        | Rothschild      | 1911 errichtete Tanzhalle |
| 19    | E.K. Schuetz House                        | E.K. Schuetz House                        | 1980 ID-Nr. 80000162 | 930 Franklin Street 44° 57′ 48″ N, 89° 36′ 56″ W                                                                                     | Wausau          | 1922 im Stil des Colonial Revival errichtetes Wohnhaus                                                                                                 |
| 20    | Benjamin Single House                     | Benjamin Single House                     | 1980 ID-Nr. 80000163 | 4708 Stettin Drive 44° 57′ 37″ N, 89° 41′ 46″ W                                                                                      | Wausau          | Im Stil des Greek Revival errichtetes Wohnhaus des Sägewerkbesitzers Benjamin Single                                                                   |
| 21    | Hiram C. Stewart House                    | Hiram C. Stewart House                    | 1974 ID-Nr. 74000097 | 521 Grant Street 44° 57′ 43″ N, 89° 37′ 26″ W                                                                                        | Wausau          | 1906 errichtetes Wohnhaus des Holzunternehmers Hiram C. Stewart; heute B&B                                                                             |
| 22    | United States Post Office and Court House | United States Post Office and Court House | 2012 ID-Nr. 12000294 | 317 1st Street 44° 57′ 34,3″ N, 89° 37′ 49,3″ W                                                                                      | Wausau          | 1937–1938 im Art-déco-Stil errichtetes Gebäude für verschiedene Bundesbehörden                                                                         |
| 23    | Wausau Club                               | Wausau Club                               | 1989 ID-Nr. 89001420 | 309 McClellan Street 44° 57′ 40″ N, 89° 37′ 37″ W                                                                                    | Wausau          | 1901–1902 im neoklassizistischen Stil errichtetes Gebäude des von zehn Mitgliedern begründeten Herrenclubs Wausau Club                                 |
| 24    | C. H. Wegner House                        | C. H. Wegner House                        | 1980 ID-Nr. 80000164 | 906 Grant Street 44° 57′ 44″ N, 89° 37′ 2″ W                                                                                         | Wausau          | 1922–1924 im Stil des Colonial Revival errichtetes Wohnhaus der Familie Wegner                                                                         |
| 25    | Duey and Julia Wright House               | Duey and Julia Wright House               | 1999 ID-Nr. 99000787 | 904 Grand Avenue 44° 56′ 57″ N, 89° 37′ 23″ W                                                                                        | Wausau          | Im Jahr 1958 eines der letzten nach einem Entwurf des Architekten Frank Lloyd Wright errichteten Usonia-Häuser an einem Hügel über dem Wisconsin River |
| 26    | Ely Wright House                          | Ely Wright House                          | 1982 ID-Nr. 82000684 | 901 6th Street 44° 57′ 51″ N, 89° 37′ 23″ W                                                                                          | Wausau          | 1881 im Italianate-Stil errichtetes Wohnhaus |
| 27    | Cyrus C. Yawkey House                     | Cyrus C. Yawkey House                     | 1974 ID-Nr. 74000098 | 403 McIndoe Street 44° 57′ 49″ N, 89° 37′ 35″ W                                                                                      | Wausau          | 1901 im neoklassizistischen Stil errichtetes und 1908 erweitertes Wohnhaus des Unternehmers Cyrus C. Yawkey; heute Museum                              |